# 小田切昌能
小田切 昌能（おだぎり まさよし）は、江戸時代中期の武士。徳川氏家臣。

## 経歴・人物
江戸・桜田邸において甲府藩主・徳川綱豊（家宣）に仕えた。宝永元年（1704年）、家宣が江戸城西の丸に入った時に付き従い、御家人に列して蔵米700俵を賜い、小普請に属した。